# Amazonepeira herrera
Amazonepeira herrera är en spindelart som beskrevs av Levi 1989. Amazonepeira herrera ingår i släktet Amazonepeira och familjen hjulspindlar. Inga underarter finns listade i Catalogue of Life.